# Acrylonitrile
L'acrylonitrile (cyanure vinylique, cyanure de vinyle ou « VCN ») est constitué d'un groupe vinyle lié à un nitrile. Sa formule semi-développée est CH2CHCN.

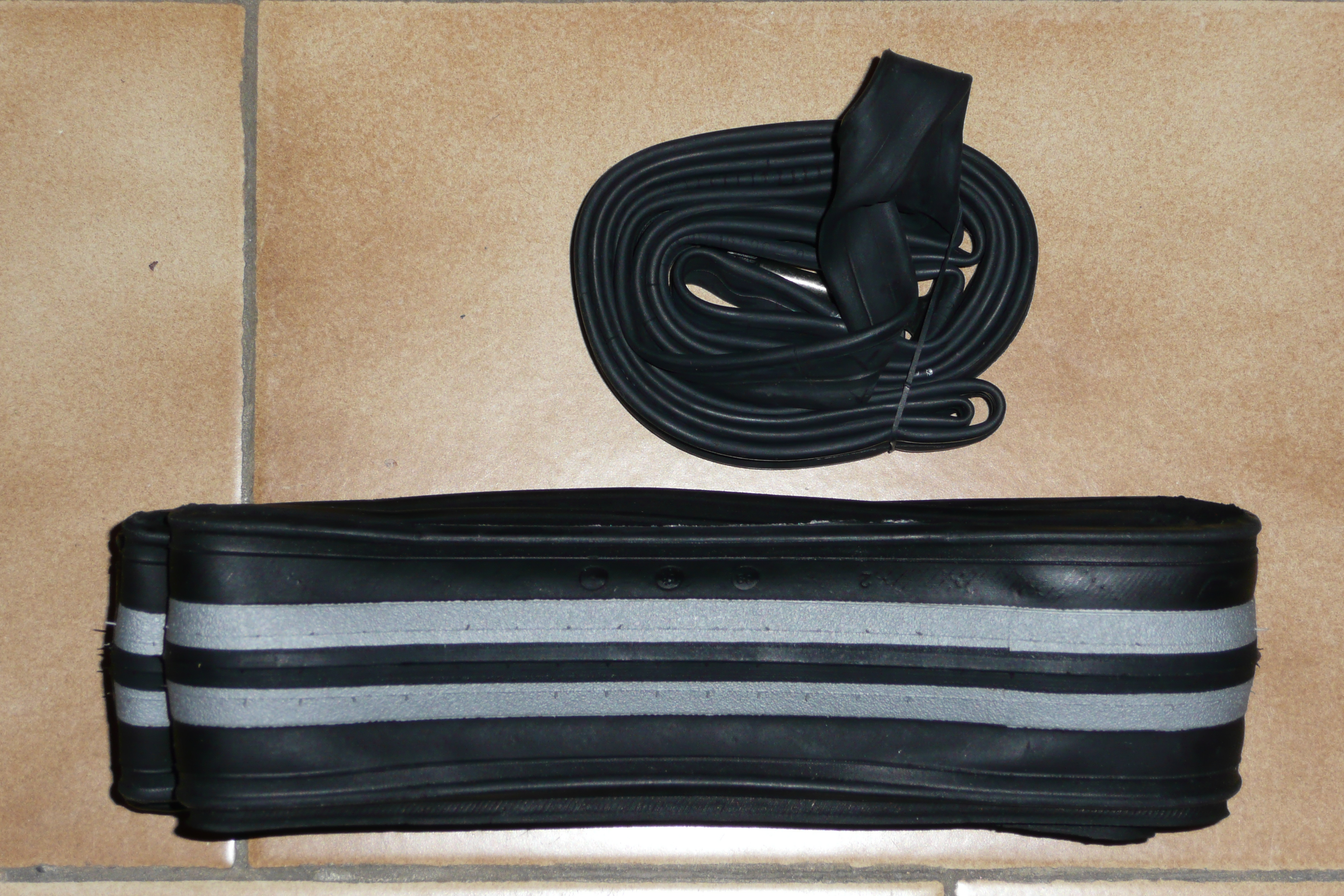
Outre dans de nombreux plastiques, cette molécule est présente dans les caoutchoucs synthétiques hautement résistants, tels que ceux des chambres à air, avec comme inconvénient de les rendre très peu biodégradables.

C'est un liquide incolore (à jaunâtre en raison d'impuretés). Son odeur est âcre et légèrement piquante (perceptible par l'homme à partir d'une teneur d'environ 20 ppm).
L'acrylonitrile est toxique en raison notamment de la production de cyanure comme métabolite ou sous-produit de dégradation, parmi ses métabolites), écotoxique et hautement inflammable. Il interagit négativement avec l'ADN (Agent mutagène), in vitro et in vivo.
Issu de la pétrochimie, il est massivement utilisé par l'industrie chimique et des plastiques, c'est un polluant environnemental dangereux car à la fois écotoxique, volatil et soluble dans l'eau (73,5 g/l à 20 °C). De plus, dans l'eau ou en contexte humide, il attaque le cuivre (composant fréquent des conduites d'eau potable) et ses alliages.
Son point de congélation est très bas (−83,55 °C selon American Cyanamid) et il est sensible à la chaleur : à pression atmosphérique normale, il entre en ébullition dès 77,3 °C et sa décomposition thermique peut conduire à l'apparition de cyanure d'hydrogène.
C'est un monomère utilisé (par polymérisation) pour produire des plastiques (dont le polyacrylonitrile, un polymère très cohésif de la famille des acryliques) et de nombreuses fibres textiles (Orlon, Crylor fabriquée par Rhône-Poulenc).
En copolymérisation avec le butadiène, il fournit aussi des élastomères « azotés » doués de propriétés remarquables, telles que la résistance aux huiles et aux agents chimiques, et avec le butadiène et le styrène, il forme des résines solides dites à hautes performances (résines ABS).
C'est une des nombreuses molécules toxiques pouvant être émises et détectées dans les émissions de pots d'échappement et dans la fumée du tabac ou dans les vapeurs émises lors des processus de thermoformage de certains plastiques ou de certaines unités de traitement pour recyclages ou valorisation de déchets de plastiques. Elle semble être principalement et d'abord émise dans l'air, mais peut ensuite être retrouvée dans l'eau.

## Production et synthèse
La principale synthèse industrielle est l'ammoxydation du propène via le « procédé Sohio », et ce depuis 1950 environ:
2 CH2=CH–CH3 + 2 NH3 + 3 O2 → 2 CH2=CH–C≡N + 6 H2O.
Un mélange d'air, de propène et d'ammoniac dans des proportions stœchiométriques est introduit dans un réacteur à lit fluidisé opérant de 400 à 500 °C et entre 30–200 kPa. Un catalyseur est utilisé pour obtenir une réaction complète et sélective (les seules impuretés sont l'acide cyanhydrique et l'acétonitrile). Originellement à base de bismuth et de phosphomolybdate, les catalyseurs actuels sont formés d'antimoine et d'uranium ou de ferrobismuth et phosphomolybdate.
Précédemment, la production se faisait à base d'acétylène :
HC≡CH + HCN → CH2=CH–C≡N.
La réaction avait autrefois lieu dans une solution diluée d'acide chlorhydrique en présence de chlorure de cuivre(I), mais les réactifs étaient relativement chers et la réaction produisait des impuretés tel le divinylacétylène qui posaient problème lors de la purification ; ce procédé n'a pas résisté à la concurrence du procédé Sohio.

## Polymérisation
Il polymérise facilement, sous l'effet de :
- la lumière ;
- la chaleur ;
- l'irradiation, et on a montré dès le début des années 1960 - par exposition à des rayons X - que ses vitesses initiales de polymérisation étaient proportionnelles au débit de dose[25] ;
- les catalyseurs qui peuvent être notamment des bases fortes, des peroxydes, des persulfates[19].

La polymérisation chimiquement catalysée est très exothermique. Elle peut induire l'explosion du liquide en train de polymériser et de vapeurs s'en dégageant.
Les industriels, pour limiter ce risque, utilisent des « inhibiteurs de polymérisation » (en général 35 à 45 ppm d'éther monoéthylique de l'hydroquinone, avec 0,4 à 0,5 % d'eau). Cette stabilisation de la polymérisation nécessite aussi un environnement aérobie.

## Réactivité chimique
Dans les conditions normales de température et de pression, ce produit réagit vivement (jusqu'à exploser) en présence de certains produits, qui sont notamment :
- des acides forts[19] ;
- les oxydants[19] ;
- les halogénés (brome notamment)[19] ;
- l'ammoniac[19] ;
- le nitrate d'argent[19] ;
- les amines[19] ;

## Dégradation, biodégradation
Dans l'air ce produit est rapidement photodégradé et peut être biodégradé dans le sol,, mais il est très soluble et peu biodégradable dans l'eau (hormis en surface et en station d'épuration).
Selon des tests faits en Malaisie par le Rubber Research Institute of Malaysia, par rapport aux autres types de caoutchouc, y compris synthétiques, le caoutchouc (ex. : gants en caoutchouc) contenant de l'acrylonitrile semble très peu dégradable voire non-dégradable aux échelles habituelles de temps, dans différents types de sol (argileux et sableux).

## Utilisation
L'acrylonitrile CH2 = CH-CN est :
- le monomère précurseur de polymères de synthèse comme le polyacrylonitrile, les fibres acryliques, le nylon, le caoutchouc synthétique (dit caoutchouc-nitrile par exemple utilisé pour produire les chambres à air de pneus de camions, voiture, vélo, avions, etc.[31] qui contient typiquement de 25 à 45 % d'acrylonitrile[32] ou caoutchouc-nitrile carboxylé (carboxylated nitrile rubber ; XNBR si on leur a ajouté une faible quantité d'acide carboxylique comme de l'acide méthacrylique) ;
- intermédiaires chimiques pour la production d'acrylamide et d'adiponitrile[13] ;
- l'un des deux monomères composant le copolymère styrène-acrylonitrile (SAN) ;
- l'un des trois monomères composant le copolymère acrylonitrile butadiène styrène  (ABS, l'un des polymères acryliques très utilisés dans les véhicules nécessitant un faible poids et une résistance élevée aux chocs). Ce matériau est un copolymère d’acrylonitrile, de butadiène et de styrène, d’où son nom d'ABS.

Il a autrefois été utilisé comme insecticide et pesticide de fumigation (alors produit par American Cyanamid et utilisé en mélange avec 66 % de tétrachlorure de carbone pour être rendu moins explosif et inflammable). Il a aussi été utilisé comme fumigant pour tuer les vers de farine et larves de mites) dans les moulins, les minoteries industrielles, les boulangeries et certaines machines du secteur agroalimentaire.
On l'a aussi utilisé en chambres atmosphériques pour la fumigation du tabac et de cigares,, de cerneaux de noix, céréales, fruits secs dont les dattes.
Comme il pénètre moins profondément les matériaux poudreux denses (farine) que le bromure de méthyle, ce dernier lui est préféré pour la farine et d'autres produits de meunerie. Dès les années 1950, il est utilisé pour la fumigation sous vide du tabac ainsi que pour tuer les termites dans le bois sec de maisons ou bâtiments où des termines sont présents.
Un pesticide à base d'acrylonitrile a été récemment breveté comme tel en 1997 par Norihiko Mimori. En 1965, alors que ce produit est très utilisé sur certains produits alimentaires, les experts invités à une réunion conjointe de la FAO et de l'OMS concluent qu'au vu des connaissances alors disponibles, ils ne peuvent évaluer les risques pour la santé humaine liés à ces pratiques, et que des recherches toxicologiques sont nécessaires. En raison de sa toxicité et dangerosité, ce produit sera de moins en moins utilisé comme pesticide et il ne semble plus très utilisé pour ces usages.
Il est aussi utilisé pour l'encollage et comme apprêt (textile) industriels.
L'hydrolyse de l'acrylonitrile conduit en outre à l'acide acrylique dont les esters sont les monomères de la synthèse des résines acryliques.

## Toxicologie
Elle varie selon les espèces, et les tissus ciblés par l'acrylonitrile ou ses métabolites, y compris en tant que génotoxique. Ce composé fait partie de la liste EPA des substances extrêmement dangereuses.

### Toxicocinétique
Cette molécule peut être absorbée sous forme liquide ou vapeur (ou comme contaminant) et distribuée par toutes les voies (orale, percutanée, pulmonaire, etc.). Son degré de toxicité et sa répartition dans différents organes varient selon le type de régime alimentaire du sujet au moment de l'intoxication.
La toxicocinétique de cette molécule a notamment été étudiée chez le rat,,. Chez l'homme le passage transcutané est pour un adulte moyen de 0,6 mg·cm-2 par heure (pour une dose de produit directement appliquée sur la peau, sans lavage durant quatre heures).
L'acrylonitrile n'est pas arrêté par les barrières placentaires ni hémato-encéphaliques. De premières bases pour un modèle pharmacokinétique ont été publiées par Gargas pour le rat en 1990, ensuite affinées concernant la précision des doses (1995) par le même auteur.
Chez le rat de laboratoire, 95 à 98 % de la dose orale et 91,5 % de la dose inhalée passent dans l'organisme. Après absorption orale, un pic sanguin est constaté au bout de trois heures environ (pour une demi-vie sanguine de 61 minutes en moyenne).
Chez l'animal, l'acrylonitrile et/ou ses métabolites s'accumulent d'abord dans le sang (dans les globules rouges sous forme de cyanoéthylvaline), le foie, les reins, les muqueuses de l'estomac et de l'intestin, les poumons et le cortex surrénal. Puis après trois à six heures, ces produits sont retrouvés plus concentrés dans le cœur, le thymus, la rate, les glandes surrénales, le cerveau et la peau. Enfin, après 72 h environ dans le tractus gastro-intestinal.
Il est métabolisé via deux voies coexistantes :
- en étant conjugué avec le glutathion[47],[48] (ce serait la voie de détoxication de l'organisme, qui peut être étudiée in vivo et in vitro[49]) ;
- par oxydation via une famille d'enzymes dite  « cytochrome P450 », ce qui induit la formation de COE (oxyde de cyanoéthylène, expliquant la toxicité du produit, que l'on cherche à comprendre au moins depuis les années 1940[50],[51].

### Produits de dégradation
On les retrouve en grand nombre, sous forme de métabolites différents dans l'urine, dont sous forme d'ions thiocyanate et cyanure, et N-acétyl-S-(2-cyanoéthyl)cystéine (acide 2-cyanoéthyl-mercapturique ou CMA), qui est le métabolite le plus fréquemment trouvé chez l'animal exposé (pour différentes espèces),.

### Toxicité
Sa toxicité semble essentiellement due à ses métabolites,,, dont l'excrétion dans les urines est globalement dose-dépendante.
Au-delà d'une certaine doses (et d'effets qui varient selon l'espèce concernée - les effets chez l'animal de laboratoires ne pouvant donc pas être extrapolés à l'Homme,), c'est un toxique cellulaire aigu,.
Il est toxique par contact, par ingestion et par inhalation,,,.

## Soins
En cas d'intoxication aiguë, il est conseillé de laver abondamment la peau ou les yeux qui auraient été en contact avec le produit et de ne pas faire vomir en raison de fréquentes pertes de conscience.
Certains effets (érosion gastrique et hémorragie du tube digestif) peuvent être atténués ou contrôlés s'il y a eu administration préventive d'atropine, de L-cysteine, de cystéamine ou de cimétidine, mais on ne lui connait pas vraiment d'antidote parfait,,,.
Lors d'intoxications faisant suite à des fumigations, trois antidotes sont souvent utilisés en mélange, avec des dosages variant selon l'âge du patient : amyl nitrite, sodium nitrite et sodium thiosulfate, vendu en kit sous le nom de « Lilly Cyanide Antidote kit » (car produit par « Eli Lilly and Company » à Indianapolis.

### Allergénicité
Ce produit est fortement irritant pour les yeux (dont chez l'homme) et la peau ; dès quinze minutes après application cutanée chez le lapin, avec formation d'un œdème dégénérant en nécrose pour une exposition de vingt heures. Chez l'homme, le contact avec le produit, sa vapeur ou un vêtement souillé, peut provoquer une dermatite de contact avec érythème, voire un œdème, une brûlure, un prurit important ou un phlyctène.
C'est aussi un sensibilisant cutané (des contacts répétés à de faibles doses entrainent une sensibilisation).
Des cas d'eczéma de contact et de dermite allergique ont été signalés chez des travailleurs exposés à ce produit, avec paresthésie des doigts et avant-bras, cessant avec l'arrêt de l'exposition. Une sensibilisation a été confirmée dans ces cas (par patch tests),,.

### Cancérogénicité
Une exposition chronique à des doses élevées est cancérogène (ce produit est classé cancérogène groupe 1 par l'IARC) (source de cancer des poumons, de cancers gastrointestinaux et des carcinomes squameux la glande de Zymbal (dans le foie) et des glandes mammaires chez le rat chez lequel il peut cibler plusieurs molécules connues pour intervenir dans la cancérogenèse). Les mécanismes de cancérogenèse sont encore pour partie incompris, mais semblent fortement liés à son caractère mutagène et à sa propension à former des adduits. L'exposition à l'Acrylonitrile diminue curieusement - chez l'animal de laboratoire - le risque d'adénome de l'hypophyse.
Le caractère cancérigène de cette molécule pourrait être potentialisé par d'autres polluants (ex : PCB ou médicaments (phénobarbital).

### Sensibilité toxicologique
Elle varie selon les animaux de laboratoire expérimentalement exposés.
Les signes cliniques varient selon l'espèce (rat, hamster, lapin, chat, singe, chien…, le chien se montrant par exemple nettement plus sensible à l'inhalation que ces autres espèces, alors que le chat est le seul à ne pas subir d'irritation nasale ni bronchopneumonie après inhalation). Pour une même espèce, la sensibilité varie aussi significativement selon que l'exposition soit orale, cutanée ou par inhalation.
Ce produit se montre nettement mutagène et génotoxique in vitro pour Salmonella typhimurium et Escherichia coli et plus encore chez des levures en présence d'activateurs biologiques, mais cet effet n'a pas été clairement observé in vivo. Il casse l'ADN et provoque des échanges entre chromatides sœurs. Il est source d'aberration chromosomique et fait apparaître des « micronoyaux » (sans réparation de l'ADN constatée). La souris y est sensible. 
Son métabolite COE est un mutagène direct.

### Effets sur la fertilité et le développement
Selon certains auteurs, aux doses non toxiques pour les parents, de tels effets n'ont pas été détectés.
Aux doses toxiques, des effets sur le développement existent (ex : augmentation du poids du foie et du cœur) de même que sur le fœtus et l'embryon (baisse de poids fœtal, hausse du risque de malformations congénitales du squelette).
À des doses relativement élevées(par rapport au fond moyen d'exposition), plusieurs observé chez la souris de laboratoire et le rat de laboratoire une toxicité testiculaire (se traduisant par une perte de poids des testicules et de l'épididyme, sans effet cependant sur la prostate et les vésicules séminales),. On observe une délétion de la spermatogenèse du rat exposé à 23 à 46 mg/kg d'acrylonitrile durant quatre semaines (avec diminution du nombre de spermatocytes, dégradation de leur fonctionnalité et diminution du nombre de spermatides). Le nombre de spermatozoïdes et leur mobilité diminuent alors. L'alkylation de l'ADN et une inhibition du processus naturel de réparation de l'ADN seraient en cause.

## Effets endocriniens, reprotoxicité
L'exposition réelle de la population et même celle des salariés ou travailleurs indépendants sont mal connues, mais une étude publiée en 1990 a montré une chute très significative du niveau de testostérone chez les employés de la chimie exposé à l'acrylonitrile, ce qui plaide en faveur d'un effet de perturbateur endocrinien aux doses auxquelles sont exposées les employés de l'industrie chimique exposés à ce produit.
Ce produit pourrait aussi être reprotoxique selon Wu W. et al. (1995), qui ont détecté une augmentation significative du risque de prématurité et de fausses couches chez les bébés issus d'employées et d'employés de l'industrie chimique exposés à l'acrylonitrile, avec en outre une augmentation des vomissements et de l'anémie chez la mère durant la grossesse quand cette mère avait été exposée, mais la part de responsabilité du produit est toujours difficile à établir dans ce type d'étude, car un travailleur est généralement exposé à plusieurs produits chimiques et non à l'acrylonitrile seul. L'exposition en laboratoire de rates gestantes conduit à augmenter le taux de malformation fœtale.

### Symptômes de l'intoxication
Les signes cliniques subjectifs et objectifs sont ceux d'une intoxication par nitriles avec intoxication par les cyanures libérés par le clivage de la molécule de nitrile. Les symptômes varient selon le dosage et d'espèce animale concernée, mais peuvent dans tous les cas être classés en 4 stades :
1. stade 1 : excitation, larmoiement ;
2. stade 2 : phase « tranquille », avec symptômes cholinergiques (salivation, larmoiement, défécation/diarrhées et émissions d'urine incontrôlables, toux, dyspnée, vertiges, nausées, vomissements, somnolences, irritabilité et parfois atteinte hépatique[19]), effets pouvant être bloqués par l'administration d'atropine ;
3. stade 3 : effets neurotoxiques :  Convulsions, atteintes cardiaques et pertes successives de connaissance ;
4. stade 4 : paralysie, coma puis mort[96]. Une situation d'hypoxie augmente fortement le risque de mortalité (chez le rat préalablement intoxiqué par de l'acrylonitrile).

L'autopsie (ou d'autres moyens d'investigation chez le sujet vivant) peuvent révérer des hémorragies du tractus gastro-intestinal dues à l'endommagement du tube digestif par les effets (ici il s'agit d'une réaction inflammatoire des muqueuses, pouvant conduire à des nécroses) de cette molécule,. Des nécroses peuvent aussi toucher l'estomac, qui font intervenir le gastric glutathione stomacal).
Chez l'homme, l'intensité et la survenue des symptômes semblent plus corrélés à la durée qu'à l'intensité d'exposition. Ils peuvent être confondus avec ceux d'une exposition à des solvants ou métaux lourds.
Ce produit et ses polymères peuvent poser des problèmes en cas de contact alimentaire, en cas de migration, du monomère « acrylonitrile » vers des aliments ou vers une boisson à partir des matières plastiques utilisées comme « contenant » ou emballage ou en tant que contaminant indésirable ou accidentel.

## Écotoxicologie
Chez les mammifères, selon les expériences faites sur l'animal de laboratoire, l'acrylonitrile produit des métabolites dont la toxicité peut être comparée à celle du cyanure (cyanure de potassium), mais doublée d'une toxicité pour les globules rouges résultant de mécanismes autres que la libération d'ions cyanure (CN-). Ceci serait dû au fait que l'acrylonitrile se lie facilement aux protéines cytoplasmiques et membranaires, alors que le CN se lie directement à l'Hème,,,.
L'acrylonitrile se montre également écotoxique pour divers organismes aquatiques, en eaux douces, comme dans l'environnement marin, chez des crustacés tels que Asellus aquaticus, comme chez des poissons fréquemment utilisés comme modèle animal par les toxicologues (Cyprinodon variegatus (en)), adulte ou à l'état d'alevin).
De même, divers organismes végétaux aquatiques ont une croissance qui est inhibée par l'acrylonitirile (ex : algues, ou des plantes aquatiques à fleur dont par exemple Ruppia maritima.
Les champignons du sol peuvent l'intégrer et le métaboliser.

## Explosivité
il est explosif dans l'air quand il y est présent dans une proportion comprise entre 3 % (seuil inférieur d'explosivité) et jusqu'à 17 ou 28 % selon les sources (seuil supérieur)

## Précautions
Il doit être produit, stocké, surveillé (teneur de l'air), transporté et utilisé avec des précautions particulières, notamment en milieu industriel, en raison de son caractère à la fois combustible, explosif, toxique et écotoxique (avec étiquetage CE en Europe). Il ne doit pas être relâché dans l'environnement. Il conviendrait aussi de vérifier (via des analyses par chromatographie par exemple) qu'il ne migre pas à partir des colles, plastiques, résines ou caoutchouc vers l'environnement et les aliments ou boissons, et à partir d'environnements industriels à risque.
Au Canada, depuis 2003, dans le cadre de la Loi canadienne sur la protection de l'environnement de 1999 dite LCPE (1999), il doit faire l'objet d'une planification de prévention de pollution, Gouvernement du Canada (2008), Fiche documentaire concernant le Lot 2 du plan de gestion des produits chimiques du gouvernement du Canada (16 mai 2008).
En cas d'incendie, l'eau ne doit pas être utilisée pour l'extinction du feu, au profit de dioxyde de carbone, poudres chimiques ou mousses pour liquides polaires. Des pompiers formés aux risques de « polymérisation explosive » et équipés d'appareils respiratoires isolants et d'équipement de protection individuelle intégral doivent opérer sur ce type d'incendie. On préfère parfois laisser brûler la totalité d'un stock, en considérant qu'ainsi moins de produits toxiques seront générés et diffusés que via une extinction mal effectuée ou risquent d'induire la dispersion de monomère dans l'environnement.
On cherche encore des biomarqueurs spécifiques d'exposition pour la population générale ou les travailleurs, idéalement à partir des urines, pour faciliter le monitoring d'un patient ou d'un groupe.

## Exposition en milieu de travail
Le risque d'exposition professionnelle chronique et moindrement accidentel existe pour de nombreux métiers et postes professionnels car l'acrylonitrile est très utilisé dans les pays industriels.
Ce risque a fait l'objet de diverses études épidémiologiques. Il est difficile à évaluer in situ et plus encore a posteriori, concernant par exemple dans les années 1980 des effets sur l'incidence du cancer,, ou sur la mortalité,,,.
En France, l'air des locaux de travail ne doit pas en contenir plus de :
- 2 ppm, soit 4,5 mg·m-3 pour la VME ;
- 15 ppm, soit 32,5 mg·m-3 pour la VLE.

Aux États-Unis, l'AGGIH impose un taux max de 2 ppm (TLV-TWA).

## Accidents majeurs ou graves
Ils sont répertoriés par la base de données spécialisée FACTS qui contient 33 références décrivant des accidents ayant eu lieu dans des pays industrialisés. Ils ont eu lieu durant le processus de fabrication dans des usines chimiques, ou à l'occasion de l’utilisation du produit (aux UDSA en 2002 par exemple), ou durant le transport par camion sur la route, par péniche (sur rivière, aux États-Unis en 1982 par exemple) ou bateau en mer (en 1991, avec du dichloroéthane, ou au Japon en 1989), ou par train sur des voies ferrées, dans des installations portuaires (stockage ou lors du transbordement dans un bateau comme aux États-Unis en 1986) ou à la suite d'une rupture de conduite à proximité d'un réservoir d'acrylonitrile comme à Cologne ou l'incendie d'un réservoir secondaire à celui induit par une fuite d'éthylène à proximité a imposé le déploiement en urgence (en cinq heures) de 1 180 pompiers, qui ont stoppé le feu en quelques heures, mais sans pouvoir empêcher la dispersion d'acrylonitrile dans l'air (20 ppm mesurés dans le district de Worringen, près de Cologne), ; dans ce dernier cas, 1 200 tonnes d’acrylonitrile ont brûlé, soit 600 % du seuil Seveso (qui était alors de 200 t pour ce produit).
Un accident majeur a eu lieu en Flandre belge, dans la nuit du vendredi 3 au samedi 4 mai 2013, vers deux heures du matin. Six wagons-citernes, d'un train de marchandises en comprenant treize, ont déraillé au niveau d'un aiguillage situé entre Schellebelle et Wetteren, non loin de l'Escaut. Cinq de ces citernes étaient chargées d'acrylonitrile, toutes destinées au port maritime de Gand. L'accident serait dû à une vitesse excessive qui fit dérailler une locomotive et plusieurs wagons. Plusieurs citernes ont pris feu ou explosé, causant 1 mort (un homme de 64 ans intoxiqué chez lui par la fumée), 17 blessés à 49 blessés/hospitalisés (selon les sources et dates,,). Une fois que la nature exacte des produits leur a été communiquée, les pompiers ont préféré laisser brûler les produits plutôt qu'arroser les foyers en risquant d'accentuer les infiltrations d'acrylonitrile vers les eaux superficielles ou souterraines ou favoriser l'émission de vapeurs toxiques ; toutefois, durant les premières minutes, de grandes quantités d'eau ont été projetées en direction du sinistre. Environ 300 personnes habitant à proximité ont été évacuées, et les autres invitées à se calfeutrer. Des riverains ont été autorisés à rentrer chez eux, puis ont été réévacués le lendemain. Selon les médias, l'eau d'extinction aurait été stockée pour être retraitée aux Pays-Bas. Cependant, l'eau utilisée lors de la première phase d'extinction s'est en partie déversée vers l'ancien réseau d'égouts (dont les plans semblent avoir été perdus) qui fut contaminé par l'acrylonitrile, contaminant à son tour les maisons voisines et l'Escaut. 47 personnes sont évacuées pour plusieurs semaines et les travaux de dégagement de la voie ferrée prendront aussi plusieurs semaines.

## Présence extraterrestre
Grâce à un spectre d'émission caractéristique, son éventuelle présence dans l'espace interstellaire est théoriquement repérable. Des indices de présence ont été repérés par des astrophysiciens dans les années 1970, mais ils pourraient aussi résulter d'artéfacts. Sous réserve de confirmation, ce serait la première preuve d'existence de molécules carbonées avec double pont entre atomes de carbone dans l'espace.
L'acrylonitrile a également été probablement identifié dans l'atmosphère de Titan.